# Grup d'habitatges de les Cotxeres de Sarrià
El grup d'habitatges de les Cotxeres de Sarrià' és un conjunt d'edificis situats al passeig de Manuel Girona, 55-75 de Barcelona, inclòs a l'Inventari del Patrimoni Arquitectònic de Catalunya.

## Història i descripció
Projectat per l'arquitecte Josep Antoni Coderch, representa l'ideal segons el qual l'urbanisme de qualitat devia generar-se a partir d'un concepte arquitectònic també d'alta qualitat. Aquesta voluntat queda ben palesa en aquest conjunt d'habitatges, no només en planta i en secció, sinó també en termes del microespai modulat de l'interior de cada habitatge. Les Cotxeres esdevingueren un nou paradigma urbà intercessor entre l'ideal suburbà de classe mitjana de cases aïllades amb jardí i la forma urbana tradicional d'una terrassa continua que defineix el carrer. Coderch va projectar-los sent completament antifrontals. D'alguna manera, essent reculats i amb set plantes d'alçada, podien semblar una adaptació dels boulevars à redans d'Eugène Hénard dle 1910. En aquest cas, el carrer queda sustentat subtilment per un sòcol que completa el bloc, situat un metre sobre el nivell de la vorera. El sòcol conté l'aparcament al soterrani, i en la seva part exterior conforma un jardí comunitari que envolta totes les unitats residencials.
En la memòria del projecte, Coderch escrivia: «Crec que hem d'anar a supermançanes de 200 x 200 m, destinant els carrers que les limiten al moviment rodat i respectant els carrers i places dins la mançana d'ús exclusiu per a vianants. Sempre m'han agradat les cases angleses d'estil georgià, i crec que Neutra tenia raó quan deia que les plantes i el verd, no només en els espais lliures, però a les cases mateixes, ha de ser molt important. A part de tots els jardins en els carrers i les places, en tots els forats hem dissenyat testos per plantar flors i plantes enfiladisses. Tornant al projecte, (...) se'm va plantejar, a més, el problema de la repetició. Se m'ha exigit, en aquest cas, que les estructures fossin les mateixes, encara que posteriorment serien finalment dos i que totes les finestres fossin les mateixes, ja que així que guanyaríem un 30% d'economia i, per tant, es vendrien més barates. Dient-los que això resultaria en una gran monotonia, van respondre que això seria el meu problema (...) Vam fer un estudi comparatiu amb els tradicionals blocs rectangulars llisos de 10 x 14 cm, per aproximadament 70 metres i vam veure que la diferència de superfície de façana era només, en aquest tipus d'habitatge, del 8% al 10%. Tenint en compte que els blocs rectangulars se solen quebrar, produint una petita pausa per evitar la monotonia, aquest 8% i el 10% es va reduir a res (...). Està de moda ara parlar dels parcs públics. No està malament que n'hi hagi alguns a la ciutat, d'això no hi ha dubte, però a aquests parcs públics s'hi ha d'anar generalment en cotxe i si es disposa de poc temps, no es poden gaudir a la pràctica. Crec que és millor que, a cada superilla, hi hagi una o dues places i que els carrers de vianants siguin carrers jardí. En el cas d'aquest projecte, les voreres estan ubicades al centre dels carrers i les zones enjardinades, que formen plataformes laterals que aïllen les plantes baixes de diferents alçades i que permeten una vida agradable en elles (...). Sota tota la mançana, hi ha un garatge al qual s'arriba per escales i ascensors des dels habitatges».